# Barakowo
Barakowo (mac. Бараково; ang. Barakovo) – wieś w Macedonii Północnej położona w gminie Demir Hisar. Według danych z 2002 roku, wieś zamieszkiwało 67 osób (32 mężczyzn i 35 kobiet), co stanowiło 0,71% ludności całej gminy (7,1 ‰).